# You Can't Beat Tomorrow
You Can't Beat Tomorrow es el quinto álbum de estudio de The Howling Hex. Fue lanzado en formato CD y DVD el 15 de noviembre de 2005 por Drag City.

## Lista de canciones (CD)
1. "Teenage Doors" – 1:58
2. "Cobra Heart" – 2:30
3. "Apache Energy Plan" – 3:04
4. "S.C. Coward" – 2:58
5. "Sick & Old 1" – 2:54
6. "Diamond Tank" – 2:37
7. "You Can't Beat Tomorrow" – 2:17
8. "Meet Me at the Dance" – 3:57
9. "Sick & Old 2" – 1:39
10. "No Numbers" – 5:04

## DVD
- You Can't Beat Tomorrow: The Howling Hex Variety Show - 34:30